# Operation Uranus
Operation Uranus (russisk: Операция «Уран», Operatsija "Uran") var kodenavnet for den sovjetiske strategiske operation under 2. verdenskrig, som førte til omringning af den 6. tyske armé, den 2. og 4. rumænske armé og dele af den tyske 4. panserarmé. Operationen var en del af Slaget om Stalingrad og havde til formål at nedkæmpe de tyske styrker i og omkring Stalingrad. Planlægningen af Operation Uranus var allerede begyndt i september 1942 og blev udviklet samtidigt med planer om at omringe og nedkæmpe den tyske Heeresgruppe Mitte og de tyske styrker i Kaukasus. Den Røde hær drog fordel af den tyske hærs dårlige vinterforberedelser, at den var trængt for langt frem i den sydlige del af Sovjetunionen og brugte rumænske, ungarske og italienske hære til at bevogte flankerne. Offensivernes udgangspunkt var fastlagt til at være lige over for de rumænske styrker. Disse Aksestyrker havde ikke tungt udstyr, som kunne nedkæmpe sovjetiske kampvogne.
Som følge af den lange front, som var opstået under den tyske sommeroffensiv, der havde erobringen af oliefelterne i Kaukasus og byen Stalingrad som mål, var aksestyrkerne tvunget til at bevogte længere frontafsnit end sædvanligt. Situationen blev ikke bedre af den tyske beslutning om at flytte adskillige mekaniserede divisioner fra Østfronten til Vesteuropa. Hertil kom at enhederne i området var svækket af måneders kamp ikke mindst i kampene i Stalingrad. Tyskerne kunne kun regne med 48. panserkorps, som kun havde kampstyrke som en enkelt panserdivision, samt 29. pansergrenaderdivision som reserver, der kunne afstive deres rumænske allierede på 6. armés flanker. Til sammenligning indsatte den Røde hær over 1 mio. soldater ved offensivens begyndelser i og omkring Stalingrad. De sovjetiske troppebevægelser foregik ikke uden vanskeligheder. For ikke at advare tyskerne forsøgte sovjethæren at skjule forberedelserne,; det var svært. Som regel var sovjetiske enheder forsinkede på grund af logistiske problemer. Operation Uranus blev først udskudt fra den 8. 1942 til den 17. november og senere igen til 19. november.
Kl. 7.20 (moskvatid) den 19. november 1942 indledte sovjetiske styrker deres offensiv mod Aksestyrkernes nordlige flanke ved Stalingrad. Styrkerne i syd indledte først deres angreb næste dag.
Selv om de rumænske enheder kunne afvise de første angreb, var den 3. og 4. rumænske armé ved udgangen af den 20. november i fuldt tilbagetog, da den Røde hær omgik flere tyske infanteridivisioner. De mobile tyske reserver var ikke stærke nok til at parere de sovjetiske mekaniserede spydspidser, mens 6. armé ikke hurtigt nok reagerede med at trække styrker ud af kampene i Stalingrad og sætte dem ind mod den nye trussel. Sent den 22. november mødtes sovjetiske styrker fra nord og syd ved byen Kalatj og omringede omkring 290.000 mand øst for Don. I stedet for at forsøge et udbrud besluttede den tyske diktator Adolf Hitler at beholde aksestyrkerne i Stalingrad og forsyne dem fra luften. I mellemtiden begyndte sovjetiske og tyske generaler at planlægge deres næste træk.

## Baggrund
I begyndelsen af maj 1942 indledte Wehrmacht sin offensiv mod de sovjetiske styrker, som stod over for Heeresgruppe Süd. Offensiven havde kodenavnet Operation Blau. Efter at være brudt gennem den Røde hærs linjer den 13. juli omringede og erobrede tyske styrker byen Rostov. Efter byens erobring delte Hitler de tyske styrker i det sydligste af den sydlige del af den Russiske føderale sovjetrepublik i et forsøg på samtidig at erobre byen Stalingrad og de kaukasiske oliefelter. Den 6. tyske armé fik ansvar for at erobre Stalingrad, og den drejede straks i retning af Volga. Den fik kraftig luftstøtte fra Luftwaffe's Luftflotte 4. Den 7. august lykkedes det to panserkorps at omgå og omringe en sovjetisk styrke på ca. 50.000 mand med 1.000 kampvogne, og den 22. august begyndte tyske styrker at krydse Don floden for at afslutte fremrykningen til Volga. Slaget om Stalingrad begyndte næste dag, da spydspidser fra 6. armé trængte ind i byens forstæder.
I november havde den 6. armé besat det meste af Stalingrad og havde trængt den Røde hær tilbage til bredden af Volga. Der var tegn på en forestående sovjetisk offensiv mod tyske tropper omkring byen. Det drejede sig om større sovjetisk aktivitet på 6. armés flanker. Det var afsløret ved afhøring af sovjetiske fanger. Den tyske overkommando var imidlertid mere interesseret i at afslutte erobringen af Stalingrad. Chefen for hærens generalstab general Franz Halder blev forflyttet i september, efter at han havde forsøgt at advare om faren ved 6. armés og 4. panserarmés alt for lange flanker. Allerede i september 1942 begyndte den sovjetiske Stavka (overkommando) at planlægge en række modoffensiver for at knuse de tyske styrker i syd, som kæmpede ved Stalingrad og i Kaukasus og mod Heeresgruppe Mitte. Til sidst blev general Aleksandr Vasiljevskij udpeget til at lede undsætningen af Stalingrad.
Stavka planlagde to store operationer, som skulle gennemføres mod de fjendtlige styrker nær Stalingrad: Uranus og Saturn, og planlagde desuden Operation Mars, der havde til hensigt at holde Heeresgruppe Mitte beskæftiget i et forsøg på at undgå, at der blev sendt forstærkninger og for at gøre så stor skade som muligt. Operation Uranus omfattede indsættelsen af store styrker at infanteri og mekaniserede enheder, der skulle omringe tyske og andre aksemagters styrker lige i omegnen af Stalingrad. Mens forberedelserne til offensiven gik i gang blev angrebets udgangspunkter placeret på dele af fronten som overfor 6. armé, så tyskerne ikke fik mulighed for hurtigt at forstærke de dele af fronten, hvor de andre aksemagters styrker lå for spredt til effektivt at kunne holde fronten. Offensiven var en knibtangsmanøvre hvor mekaniserede sovjetiske styrker brød dybt ind i de tyske bagområder mens et andet angreb blev gennemført tættere på 6. armé i et forsøg på at angribe de tyske enheder der i ryggen. Mens den Røde hær forberedte sig, var de tyske hærchefer overbevist om, at den hvis Røde hær ville bygge op til et angreb i nord overfor 6. armé, ville den ikke samtidig være i stand til at indlede en offensiv mod syd, og de fortsatte derfor med at afvise muligheden af en forestående sovjetisk offensiv.

## Sammenligning af styrker

### Involverede aksestyrker
Operation Blau omfattede styrker fra Tyskland og andre af Aksemagterne, som var spredt ud over en 500 km bred front i en dybde af flere hundrede km. Beslutningen om at erobre Stalingrad havde spredt Aksestyrkerne endnu længere ved at trække en stigende andel mod øst. I starten af juli forsvarede f.eks. 6. armé en front på 160 km, mens den også skulle gennemføre en offensiv, som ville føre den 400 km længere ind i Sovjetunionen. Heeresgruppe B, som var skilt ud fra Heeresgruppe Süd (styrkerne i Kaukasus havde betegnelsen Heeresgruppe A), forekom stærkere på papiret: den omfattede 2. og 6. tyske armé, 4. Panzer armé, 4. og 3. rumænske armé, 8. italienske armé og 2. ungarske armé. Heeresgruppe B havde 48. panserkorps, der havde styrke som en svækket panserdivision i reserve foruden en enkelt infanteridivision. I hovedsagen blev de tyske flanker bevogtet af enheder fra de andre aksemagter, mens de tyske enheder blev brugt som spydspidser i operationerne ved Stalingrad og på Kaukasus.
Selv om Adolf Hitler udtrykte tillid til at de ikke-tyske aksestyrker kunne beskytte de tyske flanker, var disse enheder i virkeligheden udstyret med stort set forældet udstyr og hestetrukket artilleri, og ofte afstedkom officerernes dårlige behandling af de menige, at der var dårlig moral. Med hensyn til mekanisering var den 1. pansrede rumænske division udstyret med omkring 100 tjekkisk byggede Panzer 38(t) kampvogne. Dens 37mm panserværnskanon kunne imidlertid ikke nedkæmpe de sovjetiske T-34'er. Tilsvarende var 3,7 cm PaK 36 panserværnskanonen også forældet og manglede i reglen ammunition. Først efter gentagne henvendelser sendte tyskerne 7,5 cm PaK 40 panserværnskanoner til rumænerne – 6 kanoner pr. division. Disse enheder var spredt ud over meget lange dele af fronten. Fx holdt den 3. rumænske armé en front, som var 140 km lang, mens 4. rumænske armé dækkede en front som var 270 km lang. Italienerne og ungarerne stod mellem de to rumænske enheder, selv om de tyske hærchefer i virkeligheden ikke havde høje tanker om disse enheders kampkraft. Italienske soldater havde et særlig dårligt ry blandt deres allierede og blev ofte beskyldt for fejhed. Deres manglende effektivitet i kamp skyldtes i virkeligheden blot deres forældede våben og dårlige udstyr. Italienske våben var ofte af dårlig kvalitet, der var næsten ingen panserværnsvåben, håndgranaterne eksploderede sjældent, de højt lovpriste italienske maskinpistoler var yderst sjældne og morterer og feltartilleri var for små og svage. Rifler og maskingeværer måtte varmes længe over bål for at kunne fungere ordentligt i den ekstreme kulde og kunne ofte ikke skyde, når det kom til kamp.
Generelt var de tyske styrker ikke i bedre stand. De var svækket efter måneders kamp mod den Røde hær, og mens Stavka opstillede nye hære, forsøgte den tyske overkommando at vedligeholde sine eksisterende mekaniserede enheder. Hertil kom at i løbet af den tyske offensiv mellem maj og november 1942 blev to elitedivisioner Leibstandarte Adolf Hitler og Großdeutschland overført fra Heeresgruppe A til Vesteuropa for at være en mekaniseret reserve i tilfælde af en allieret landgang i Frankrig. 6. armé havde også lidt store tab under kampene i selve Stalingrad. I nogle tilfælde som 22. panserdivision var udstyret ikke bedre end i 1. pansrede rumænske division. De tyske enheder var også spredt ud over lange frontstrækninger. 11. korps måtte eksempelvis forsvare en front på omkring 100 km.

### De sovjetiske styrker
Den Røde hær afsatte omkring 1,1 mio. mand, 804 kampvogne, 13.400 stykker artilleri og over 1.000 fly til den kommende offensiv. Over for den 3. rumænske armé opstilledes den genopstillede 5. kampvognsarmé foruden 21. og 65. armé for at gennembryde de tyske flanker. Den tyske sydflanke var mål for Stalingradfrontens 51. og 75. armé, som blev anført af 13. og 4 mekaniserede korps. De skulle støde gennem den 4. rumænske armé for at få forbindelse med 5. kampvognsarmé i nærheden af byen Kalatj. Den sovjetiske hær havde i alt samlet 11 arméer og forskellige uafhængige kampvognsbrigader og korps. Forberedelserne til offensiven var langt fra perfekte. Den 8. november udstedte Stavka ordrer om at udskyde starten på grund af forsinkelser i transportsystemet, som havde forhindret mange enheder i at komme på plads. I mellemtiden gennemgik enhederne ved fronten en række krigsspil for at træne i at afvise et fjendtligt modangreb og udnytte et gennembrud med mekaniserede styrker. Disse bevægelser blev maskeret ved hjælp af sovjetiske vildledningsmanøvrer, herunder et fald i radiokommunikationen, kamouflage, operationssikkerhed, brug af kurerer i stedet for radio og aktiv vildledning såsom øgede troppebevægelser omkring Moskva. Tropper fik ordre til at bygge forsvarsstillinger for at give tyskerne et forkert indtryk af situationen, mens der blev bygget falske broer for at aflede opmærksomheden fra de ægte broer over Don floden. Den Røde hær optrappede også angrebene mod Heeresgruppe Mitte og opstillede attrapenheder for at fastholde ideen om en storoffensiv mod de tyske styrker i det centrale Sovjetunionen.
De sovjetiske tropper på stalingradfronten var udsat for kraftige bombardementer; det gjorde det vanskeligt at koncentrere tropper. De 38 ingeniørbataljoner, som var tildelt fronten, var ansvarlige for at færge ammunition, tropper og kampvogne over Volga samtidig med, at de gennemførte rekognoscering langs de dele af fronten der var udset til at blive gennembrudt under den kommende offensiv. I løbet af tre uger transporterede den Røde hær omkring 111.000 soldater, 420 kampvogne og 556 stykker artilleri over Volga.
Den 17. november blev Vasilevskij kaldt til Moskva, hvor han fik forevist et brev til Stalin fra general Volskij, chefen for 4. mekaniserede korps, som indtrængende bad om at offensiven blev aflyst. Volskij mente, at den planlagte offensiv var dømt til at mislykkes på grund af troppernes tilstand. Han foreslog at udskyde offensiven og ændre den fuldstændig. Mange sovjetiske soldater havde ikke fået vinterudrustning og mange mand døde af forfrysninger, "på grund af kommandanternes uansvarlige holdning". Selv om den sovjetiske efterretningstjeneste gjorde ærlige forsøg på at indsamle så meget information som muligt om aksestyrkernes placering, var der ikke mange oplysninger om 6. armés tilstand. De sovjetiske hærchefer afviste Vasilevskij og besluttede, at offensiven ikke skulle afblæses. Stalin ringede personligt til Volskij, som gentog sin forsikring om, at han ville gennemføre operationen, hvis han fik ordre til det.

## Den sovjetiske offensiv
Operation Uranus, som var udsat til den 17. november 1942, blev igen udsat i to dage dage den sovjetiske general Georgij Zjukov fik at vide, at de luftstyrker som var tildelt operationen ikke var klar. Operationen blev endelig indledt den 19. november. Løjtnant Gerhard Stöck, som var posteret ved fronten, havde fået et opkald om natten med tilbud om information om et forestående angreb som ville blive indledt denne dag efter kl. 5 samme morgen, men da han havde modtaget meddelelsen efter kl. 5 og ikke var glad for at vække den kommanderende general, Arthur Schmidt, med en falsk alarm fik han ikke advaret de rumænske arméer om den information han havde fået. Selv om sovjetiske kommandanter foreslog at udskyde bombardementet på grund af dårlig sigtbarhed, som skyldtes tæt tåge, besluttede fronthovedkvarteret at fortsætte. Kl. 7.20 (Moskvatid) modtog de sovjetiske artillerikommandanter kodeordet "siren", som udløste et 80-minutters artilleribombardement, som næsten udelukkende var rettet mod de ikke-tyske akseenheder, der beskyttede de tyske flanker. Cirka 3.500 stykker artilleri beskød den 3. rumænske armé og den nordlige hjørne af den 6. tyske armés flanke. Selv om tyk tåge forhindrede det sovjetiske artilleri i at korrigere deres sigte, betød deres ugelange forberedelser og afstandsmålinger, at de kunne udsætte de fjendtlige stillinger for en præcis beskydning langs fronten. Virkningen var ødelæggende, da kommunikationslinjer og ammunitionslagre blev ødelagt og fremskudte observationsposter knust. Mange rumænere begyndte at flygte til bagområderne. Det tunge sovjetiske artilleri, som beskød rumænske artilleristilling og enheder i 2. række ramte også de flygtende rumænske soldater.

### Mod 3. rumænske armé: 19. november 1942
Offensiven mod 3. rumænske armé begyndte kl. 8.50 anført af 21. og 65. sovjetiske armé og 5. kampvognsarmé. De første to angreb blev slået tilbage af de rumænske forsvarere, og virkningen af det kraftige artilleribombardement gjorde det sværere for de sovjetiske kampvogne at navigere gennem minefelter og terræn. Manglen på tunge panserværnsartilleri fik de rumænske forsvar til at bryde sammen. 4. kampvognskorps og 3. gardekavalerikorps skabte et gennembrud inden middag. Snart efter kunne 5. kampvognsarmé bryde gennem 2. rumænske korps fulgt af 8. kavalerikorps. Mens sovjetiske kampvogne navigerede gennem den tykke tåge ved hjælp af kompas og overløbne rumænske og tyske artilleristillinger, begyndte tre rumænske infanteridivisioner at falde tilbage i uorden. Den 3. rumænske arme var blevet omgået i øst og vest. Efter at have fået besked om det sovjetiske angreb undlod 6. armé at give 16. og 24. panserdivision, som hidtil havde været indsat i Stalingrad, ordre til at afstive de rumænske stillinger. Den opgave fik 48. panserkorps.
Det 48. panserkorps var stærkt underbemandet og havde under 100 moderne kampvogne at sætte ind mod de sovjetiske. Hertil kom at de manglede brændstof; og knapheden på kampvogne tvang kommandanterne til at bruge kampvognsbesætninger som infanterikompagnier. Den 22. panserdivision, som tilhørte korpset, blev næsten fuldstændig udslettet under kampene. 22. panserdivision var gået ind i kampene med under 30 fungerende kampvogne, og sluttede med et kampvognskompagni. Den 1. rumænske panserdivision, som var tilknyttet 48. panserkorps kom i kamp med det 26. sovjetiske kampvognskorps efter at have mistet forbindelsen med deres tyske korpschefer og var besejret den 20. november. Mens de sovjetiske styrker fortsatte med at rykke sydpå, begyndte mange kampvognsbesætninger at lide under den tiltagende snestorm, som bl.a. blokerede kanonsigtet. Det var ikke usædvanligt at kampvognene kørte fast eller at et besætningsmedlem brækkede armen, når han blev kastet rundt inde i kampvognen. Imidlertid neutraliserede snestormen også koordinationen mellem de tyske korps.
Den 3. rumænske armé begyndte at blive slået på flugt sidst på den 19. november. Det lykkedes den sovjetiske 21. armé og 5. kampvognsarmé at tage omkring 27.000 rumænere til fange (hovedparten af tre divisioner) og derpå fortsætte fremrykningen sydpå. Sovjetisk kavaleri blev brugt til at udnytte gennembruddet, afbryde kommunikationslinjerne mellem rumænerne og den italienske 8. armé og til at blokere ethvert modangreb mod den sovjetiske flanke. Mens det Røde luftvåben beskød rumænske tropper på tilbagetog, var der så godt som ingen modstand fra Luftwaffe. Tilbagetrækningen af den 1. rumænske kavaleridivision, som oprindelig lå på den 376. tyske infanteridivisions flanke, gjorde det muligt for 65. armé at omgå de tyske stillinger. Da de tyske styrker begyndte at reagere sent den 19. november, begyndte et nyt angreb at udvikle sig på 6. armés sydflanke.

### Mod den tyske sydflanke 20. november 1942
Tidligt om morgenen den 20. november ringede Stavka til chefen for Stalingrad-fronten Andrej Jerjomenko og spurgte, om han ville indlede sin del af offensiven som planlagt kl. 8.00. Han svarede, at det ville han kun gøre, hvis tågen lettede. Selv om 51. armé indledte sin artilleribeskydning til tiden, da hovedkvarteret ikke kunne få kontakt til divisionen, fik resten af de involverede styrker ordre til at udskyde angrebet til kl. 10. DEn 51. armé angreb det 6. rumænske korps og tog mange fanger. Da den 57. armé sluttede sig til angrebet. Kl. 10 udviklede situationen sig på en sådan måde, at Stalingradfronten kunne indsætte sit pansrede korps i slaget. Den 297, tyske infanteridivision så hvorledes dens rumænske støtter undlod at yde modstand mod den Røde hær. Forvirring og manglende kontrol fik imidlertid den 4. og det 13. mekaniserede sovjetiske korps til at gå i stå, da de begyndte at udnytte det gennembrud, som var opnået ved den indledende offensiv.
Tyskerne reagerede denne gang hurtigt ved at overføre deres eneste reserve i området 29. pansergrenaderdivision. Trods indledende sejre mod sovjetiske panserstyrker tvang det rumænske kollaps divisionen til igen at skifte stilling i et forsøg på at stabilisere forsvaret mod syd. Den 29. pansergrenaderdivisions modangreb havde kostet den Røde hær omkring 50 kampvogne og fik de sovjetiske kommandanter til at bekymre sig om deres venstre flankes sikkerhed. Den tyske divisions nye stilling betød, at ved dagens slutning stod kun det 6. rumænske kavaleriregiment mellem de fremrykkende sovjetiske styrker og Don.

### Fortsatte operatiner: 20. – 23. november
Mens Stalingrad-fronten indledte sin offensiv den 20. november fortsatte 65. armé med at lægge pres på det 11. tyske korps på den nordlige del af 6. armés flanke. Den Røde hærs 4. kampvognskorps rykkede forbi 11. korps mens 3. gardekavalerikorps ramte ind i den tyske enheds bagområde. Den tyske 376. infanteridivision og den østrigske 44. division begyndte at omgruppere sig for at møde fjenden på deres flanker, men blev hæmmet af mangel på brændstof. 14. panserdivisions resterende panserregiment ødelagde et regiment fra det sovjetiske 3. gardekavalerikorps, men dets panserværnsartilleri led store tab da det blev løbet over ende af sovjetiske styrker. Da dagen var ovre var det 1. sovjetiske kampvognskorps i forfølgelse af det retirerende 48. panserkorps, mens det 26. sovjetiske kampvognskorps havde erobret byen Perelazovskij næsten 130 km nordvest for Stalingrad.
Den Røde hærs offensiv fortsatte den 21. november, hvor styrker fra stalingradfronten udvidede gennembruddet til en dybde af op til 50 km. De resterende rumænske enheder mod nord blev nedkæmpet i isolerede kampe, mens den røde hær begyndte at angribe flanken af de tyske 4. panserarmé og 6. armé. Den 22. tyske panserdivision forsøgte et kort modangreb, men blev reduceret til ikke ret meget mere end et kampvognskompagni og tvunget til at trække sig tilbage mod sydvest. Efter at det 26. sovjetiske kampvognskorps havde ødelagt en stor del af den 1. pansrede rumænske division fortsatte det sin fremrykning mod sydøst, mens det undgik at komme i kamp med de fjendtlige styrker, det havde ladt bag sig, selv om det lykkedes rester af det 5. rumænske korps at reorganisere sig og opstille et hastigt forsvar i håb om at det ville få hjælp fra det 48. tyske panserkorps. Samme dag modtog den tyske general Friedrich Paulus, som var chef for 6. armé, rapporter, at sovjethæren nu stod mindre end 40 km fra hans hovedkvarter samt at der ikke var nogen enheder tilbage, som kunne bremse den sovjetiske fremmarch. Mod syd fortsatte det 4. sovjetiske mekaniserede korps efter en kort pause sin fremrykning mod nord i retning af Stalingrad, samtidig med at det fjernede tyske forsvarere fra adskillige byer i området. Da tyske styrker i og omkring Stalingrad var i fare beordrede Hitler tyske styrker i området til at etablere pindsvinestillinger og tilordnede alle styrker mellem Don og Volga til "Festung Stalingrad", hvilket slukkede ethvert håb om at 6. armé skulle forsøge at bryde ud. 6. armé, andre akseenheder og det meste af 4. panserarmes tyske enheder var fanget i en stadig større sovjetisk omringning. Kun 16. pansergrenaderdivision begyndte at kæmpe sig ud. Manglende koordinering mellem sovjetisk infanteri og panserenheder, mens den Røde hærs kampvognskorps forsøgte at udnytte gennembruddet på tyskernes sydlige flanke, tillod en stor del af den 4. rumænske armé at undgå ødelæggelse.
Den 22. november begyndte sovjetiske styrker at krydse Don og fortsatte fremrykningen mod byen Kalatj. Tyske styrker, fortrinsvis vedligeholdelses- og forsyningstropper som forsvarede Kalatj, kendte ikke til den sovjetiske offensiv før den 21. november, og selv da vidste de ikke i hvilken styrke den Røde hær nærmede sig. Opgaven med at erobre broen ved Kalatj blev overdraget 26. kampvognskorps, som brugte to erobrede tyske kampvogne som rekognosceringskøretøjer, da de nærmede sig broen og beskød vagterne. Sovjetiske styrker brød ind i byen om formiddagen og drev forsvarerne ud; det betød, at de selv og 4. kampvognskorps at få forbindelse med den Røde hærs 4. mekaniserede korps, som nærmede sig sydfra. Omringningen af de tyske styrker i Stalingrad blev afsluttet den 22. november 1942. Samme dag fortsatte sovjetiske enheder med at bekæmpe rumænske modstandslommer af 5. rumænske korps.
Kampene fortsatte den 23. november, da tyskerne forgæves forsøgte at gennemføre lokale modangreb for at bryde ud af omringningen. Styrker i lommen rykkede østpå mod Stalingrad for at undgå sovjetiske kampvogne, mens de, som havde undgået omringning, rykkede vestpå mod tyske og andre aksestyrker.

## Efterspil
Operation Uranus omringede mellem 200.000 og 250.000 tyske soldater på et område, som strakte sig 50 km fra øst til vest og 40 km fra nord til syd. I lommen var der fire infanterikorps og et panserkorps fra 4. panserarmé og 6. armé foruden dele af to rumænske divisioner, et kroatisk infanteriregiment og andre specialenheder. I lommen var der omkring 100 kampvogne, 2.000 stykker artilleri og morterer samt 10.000 lastvogne. Ved tilbagetrækningen til Stalingrad blev vejene oversået med hjelme, våben og andet udstyr foruden tungt udstyr, som var blevet ødelagt og efterladt langs vejene. Broerne over Don var blokeret af trafik, mens undslupne aksesoldater hastigt drog østpå i koldt vejr, mens de forsøgte at undslippe sovjetiske kampvogne og infanteri, som ville afskære dem fra Stalingrad. Mange sårede blev trampet til døde, og mange af dem, som forsøgte at krydse isen, faldt igennem og druknede. Sultne soldater flokkedes i russiske landsbyer på jagt efter mad, og forsyningslagre blev ofte plyndret i jagten på konserves. De sidste soldater krydsede Don den 24. november og sprængte broerne for at afskærme 4. panserarmé og 6. armé i Stalingrad fra sovjethæren.
Midt i kaos begyndte 6. armé at bygge forsvarslinjer trods mangel på brændstof, ammunition og rationer, og hæmmet af den russiske vinter. Den fik også til opgave at stoppe huller i linjen som følge af, at de rumænske styrker var i opløsning. Den 23. november, ødelagde eller brændte nogle tyske enheder alt, som ikke var nødvendigt ved et udbrud og begyndte at trække sig tilbage mod den nordlige del af Stalingrad. Efter at den 94. tyske infanteridivisione havde opgivet deres vinterbunkers, lykkedes det den 62. sovjetiske armé at ødelægge dem i åbent terræn. Overlevende fra den tyske division blev fordelt på den 16. og 24, panserdivision. Selv om de tyske generaler var af den opfattelse, at Wehrmacht styrkerne i lommen skulle forsøge at bryde ud, besluttede Hitler mellem den 23. og 24. november, at de skulle blive og at man skulle forsøge at forsyne 6. armé fra luften. Styrken i Stalingrad havde brug for mindst 680 ton forsyninger om dagen, en opgave som det udmarvede Luftwaffe på ingen måde var i stand til at løse. Hertil kom, at det genoplivede Røde luftvåben var en trussel mod tyske fly, som forsøgte at flyve ind i lommen. Selv om Luftwaffe i december havde samlet en flåde på omkring 500 fly, var det stadig ikke nok til at forsyne 6. armé med de nødvendige forsyninger. I første halvdel af december fik 6. armé mindre end 20% af de nødvendige forsyninger.
I mellemtiden forstærkede den Røde hær sin ydre ring for at ødelægge de omringede tyske enheder. Sovjetiske hære angreb tyske enheder mod øst og syd for at dele dem i mindre grupper. Ordrerne om det trådte i kraft den 24. november og skulle udføres uden en større omgruppering eller flytning af reserver. Den ydre omringning havde en længde på omkring 320 km, omend kun tre fjerdedele var dækket af sovjetiske styrker. Afstanden mellem den ydre og den indre omringning var omkring 16 km. Den sovjetiske overkommando begyndte også at planlægge Operation Saturn,, som havde til formål at ødelægge den 8. italienske armé og afskære de tyske styrker i Kaukasus. Stavka planlagde med at offensiven skulle begyndte omkring den 10. december.
De tyske styrker i området var yderligere blevet delt, da den tyske general Erich von Manstein fik kommandoen over den nyligt formerede Heeresgruppe Don, som bestod af de tyske 4. panser og 6. armé og 3. og 4. rumænske armé. Selv om situationen så sort ud for tyskerne, indtraf der en periode med relativ ro efter afslutningen på operation Uranus. De tyske og sovjetiske styrker planlagde deres næste træk.